# 1879
| [ Edytuj tabelę ]              | |
| Król Polski (tytularny)        | - 1855 Aleksander II Romanow 1881                                                                                                  |
| Emir Afganistanu               | - 1867 Szer Ali Chan 1879 - 1879 Jakub Chan 1879                                                                                   |
| Współksiążęta Andory           | - 1853 Josep Caixal i Estradé 1879 - 1879 Salvador Casañas i Pagès 1901 - 1873 Patrice Mac-Mahon 1879 - 1879 Jules Grévy 1887      |
| Prezydent Argentyny            | - 1874 Nicolás Avellaneda 1880 |
| Cesarz Austrii                 | - 1848 Franciszek Józef I 1916 |
| Król Bawarii                   | - 1864 Ludwik II 1886 |
| Król Belgów                    | - 1865 Leopold II 1909 |
| Premier Belgii                 | - 1878 H.-J.-W. Frère-Orban 1884                                                                                                   |
| Prezydent Boliwii              | - 1876 Hilarión Daza 1879 - 1879 Uladislao Silva 1880                                                                              |
| Cesarz Brazylii                | - 1831 Pedro II 1889 |
| Sułtan Brunei                  | - 1852 Abdul Momin 1885 |
| Car Bułgarii                   | - 1879 Aleksander I Battenberg 1886                                                                                                |
| Premier Bułgarii               | - 1879 Todor Burmow 1879 - 1879 Klemens Drumew 1880                                                                                |
| Prezydent Chile                | - 1876 Aníbal Pinto 1881 |
| Cesarz Chin                    | - 1875 Guangxu 1908 |
| Premier Czarnogóry             | - 1879 Božo Petrović-Njegoš 1905                                                                                                   |
| Król Czech                     | - 1848 Franciszek Józef I 1916 |
| Król Danii                     | - 1863 Chrystian IX 1906 |
| Premier Danii                  | - 1875 Jacob Brønnum Scavenius Estrup 1894                                                                                         |
| Dalajlama                      | - 1876 Thubten Gjaco 1933 |
| Prezydent Dominikany           | - 1878 Jacinto de Castro (tymcz.) 1879 - 1878 rada państwa 1879 - 1879 Cesareo Guillermo 1879 - 1879 Gregorio Luperón 1880         |
| Władca Egiptu                  | - 1863 Isma’il Pasza 1879 - 1879 Taufik Pasza 1892                                                                                 |
| Premier Egiptu                 | - 1878 Nubar Pasza 1879 - 1879 Taufik Pasza 1879 - 1879 Muhammad Szarif Pasza 1879 - 1879 Rijad Pasza 1881                         |
| Prezydent Ekwadoru             | - 1876 Ignacio de Veintermilla 1883                                                                                                |
| Cesarz Etiopii                 | - 1871 Jan IV Kassa 1889 |
| Prezydent Francji              | - 1873 Patrice Mac-Mahon 1879 - 1879 Jules Grévy 1887                                                                              |
| Premier Francji                | - 1877 Jules Dufaure 1879 - 1879 William Waddington 1879 - 1879 Charles de Freycinet 1880                                          |
| Król Grecji                    | - 1863 Jerzy I 1913 |
| Prezydent Gwatemali            | - 1873 Justo Rufino Barrios 1885                                                                                                   |
| Prezydent Haiti                | - 1876 Pierre Théoma Boisrond-Canal 1879 - 1879 Joseph Lamothe (p.o.) 1879 - 1879 Lysius Salomon 1888                              |
| Król Hawajów                   | - 1874 Kalākaua 1891 |
| Król Hiszpanii                 | - 1874 Alfons XII 1885 |
| Premier Hiszpanii              | - 1875 Antonio Cánovas del Castillo 1879 - 1879 Arsenio Martínez Campos 1879 - 1879 Antonio Cánovas del Castillo 1881              |
| Król Holandii                  | - 1849 Wilhelm III 1890 |
| Premier Holandii               | - 1877 Jan Kappeyne van de Coppello 1879 - 1879 Constantijn Theodoor van Lynden van Sandenburg 1883                                |
| Prezydent Hondurasu            | - 1876 Marco Aurelio Soto 1883 |
| Szach Iranu                    | - 1848 Naser ad-Din Szah 1896 |
| Król Irlandii                  | - 1837 Wiktoria Hanowerska 1901 |
| Cesarz Japonii                 | - 1867 Mutsuhito 1912 |
| Kalif                          | - 1876 Abdülhamid II 1909 |
| Premier Kanady                 | - 1878 John Macdonald 1891 |
| Emir Kataru                    | - 1878 Kasim ibn Muhammad Al Sani 1913                                                                                             |
| Prezydent Kolumbii             | - 1878 Julián Trujillo 1880 |
| Patriarcha Konstantynopola     | - 1878 Joachim III 1884 |
| Władca Korei                   | - 1863 Kojong 1907 |
| Prezydent Kostaryki            | - 1877 Tomás Guardia Gutiérrez 1882                                                                                                |
| Emir Kuwejtu                   | - 1866 Abd Allah II 1892 |
| Prezydent Liberii              | - 1878 Anthony Gardiner 1883 |
| Książę Liechtensteinu          | - 1858 Jan II Dobry 1929 |
| Wielki książę Luksemburga      | - 1849 Wilhelm III 1890 |
| Premier Luksemburga            | - 1874 Baron de Blochausen 1885 |
| Sułtan Maroka                  | - 1873 Hassan I 1894 |
| Prezydent Meksyku              | - 1876 Porfirio Díaz 1880 |
| Książę Monako                  | - 1856 Karol III 1889 |
| Król Nepalu                    | - 1847 Surendra 1881 |
| Premier Nepalu                 | - 1877 Rana Udip Singh Bahadur Rana 1885                                                                                           |
| Cesarz Niemiec                 | - 1871 Wilhelm I Hohenzollern 1888                                                                                                 |
| Kanclerz Niemiec               | - 1871 Otto von Bismarck 1890 |
| Prezydent Nikaragui            | - 1875 Pedro Joaquín Chamorro Alfaro 1879 - 1879 Joaquín Zavala 1883                                                               |
| Król Norwegii                  | - 1872 Oskar II 1905 |
| Premier Nowej Zelandii         | - 1877 George Grey 1879 - 1879 John Hall 1882                                                                                      |
| Sułtan Omanu                   | - 1870 Turki ibn Sa’id 1888 |
| Papież                         | - 1878 Leon XIII 1903 |
| Prezydent Paragwaju            | - 1878 Cándido Bareiro 1880 |
| Prezydent Peru                 | - 1876 Mariano Ignacio Prado 1879 - 1879 Luis La Puerta 1879 - 1879 Nicolás de Piérola 1881                                        |
| Król Portugalii                | - 1861 Ludwik 1889 |
| Król Prus                      | - 1861 Wilhelm I 1888 |
| Car Rosji                      | - 1855 Aleksander II 1881 |
| Książę Rumunii                 | - 1866 Karol I 1881 |
| Premier Rumunii                | - 1876 Ion Brătianu 1881 |
| Król Saksonii                  | - 1873 Albert I Wettyn 1902 |
| Prezydent Salwadoru            | - 1876 Rafael Zaldívar 1885 |
| Kapitanowie Regenci San Marino | - 1878 Camillo Bonelli Pietro Berti 1879 - 1879 Gaetano Simoncini Marino Nicolini 1879 - 1879 Federico Gozi Francesco Malpeli 1880 |
| Książę Serbii                  | - 1868 Milan I Obrenowić 1882 |
| Prezydent Szwajcarii           | - 1879 Bernhard Hammer 1879 |
| Król Szwecji                   | - 1872 Oskar II 1907 |
| Premier Szwecji                | - 1876 Louis De Geer 1880 |
| Król Tajlandii                 | - 1868 Chulalongkorn 1910 |
| Król Tonga                     | - 1875 Jerzy Tupou I 1893 |
| Premier Tonga                  | - 1876 Tēvita ʻUnga 1879 |
| Sułtan Turków                  | - 1876 Abdülhamid II 1909 |
| Prezydent Urugwaju             | - 1876 Lorenzo Latorre 1880 |
| Prezydent USA                  | - 1877 Rutherford Hayes 1881 |
| Prezydent Wenezueli            | - 1878 José Gregorio Valera 1879 - 1879 Antonio Guzmán Blanco 1884                                                                 |
| Król Węgier                    | - 1848 Franciszek Józef I 1916 |
| Premier Węgier                 | - 1875 Kálmán Tisza 1890 |
| Monarcha Wielkiej Brytanii     | - 1837 Wiktoria 1901 |
| Premier Wielkiej Brytanii      | - 1874 Benjamin Disraeli 1880 |
| Cesarz Wietnamu                | - 1847 Tự Đức 1883 |
| Król Włoch                     | - 1878 Humbert I 1900 |

Rok 1879 / MDCCCLXXIX
stulecia: XVIII wiek ~
XIX wiek ~
XX wiek

dziesięciolecia:
1840–1849 •
1850–1859 •
1860–1869 •
1870–1879
• 1880–1889
• 1890–1899
• 1900–1909

lata: 1869 «
1874 «
1875 «
1876 «
1877 «
1878 «
1879
» 1880
» 1881
» 1882
» 1883
» 1884
» 1889

## Wydarzenia w Polsce
- 23 sierpnia – uruchomiono komunikację tramwajową w Szczecinie.
- 4 września – w Aleksandrowie Kujawskim spotkali się car Wszechrusi Aleksander II i cesarz Niemiec Wilhelm I.
- 27 września – otwarto Port Drzewny w Bydgoszczy.
- 7 października – uchwałą Rady Miasta Krakowa w Sukiennicach powstało Muzeum Narodowe w Krakowie.

- Florian Ceynowa zaproponował pisaną wersję języka kaszubskiego.
- Otwarcie gmachu Szkoły Sztuk Pięknych.

## Wydarzenia na świecie
- 11 stycznia – początek półrocznego brytyjsko-zuluskiego konfliktu zbrojnego.
- 22 stycznia – w bitwie pod Isandlwana 22 tys. Zulusów rozbiło całkowicie liczący 1400 żołnierzy oddział brytyjski.
- 25 stycznia:
  - ukazało się pierwsze wydanie japońskiego dziennika Asahi Shimbun.
  - założono Bułgarski Bank Narodowy.
- 10 lutego – w Wielkim Tyrnowie zebrał się po raz pierwszy bułgarski parlament.
- 14 lutego – wybuchła wojna saletrzana, wojska chilijskie zajmują boliwijską Antofagastę.
- 21 lutego – Jakub Chan został emirem Afganistanu.
- 27 lutego – Constantin Fahlberg i Ira Remsen z Johns Hopkins University w Baltimore odkryli sacharynę.
- 11 marca – Japonia zaanektowała Królestwo Riukiu.
- 12 marca – zwycięstwo Zulusów nad wojskami brytyjskimi w bitwie pod Intombe.
- 28 marca – armia Zulusów pokonała Brytyjczyków w bitwie pod Hlobane.
- 29 marca:
  - w Moskwie odbyła się premiera opery Eugeniusz Oniegin Piotra Czajkowskiego.
  - zwycięstwo wojsk brytyjskich nad Zulusami w bitwie pod Kambulą.
- 31 marca – w Wenezueli została wprowadzona nowa waluta narodowa – boliwar.
- 3 kwietnia:
  - Sofia została stolicą autonomicznego Księstwa Bułgarii.
  - w Holandii założono Partię Antyrewolucyjną.
- 5 kwietnia:
  - wojna o saletrę: Chile wypowiedziało wojnę Peru i Boliwii.
  - we Florencji wyjechał na trasę pierwszy tramwaj konny.
- 19 kwietnia – austriacki astronom Johann Palisa odkrył planetoidę (195) Eurykleia.
- 29 kwietnia – Aleksander I Battenberg został pierwszym władcą (z tytułem księcia) niepodległej Bułgarii.
- 2 maja – powstała Hiszpańska Socjalistyczna Partia Robotnicza (PSOE).
- 10 maja – w amerykańskim stanie Iowa spadł meteoryt Estherville.
- 14 maja – amerykański astronom Christian Peters odkrył planetoidę (196) Philomela.
- 21 maja – wojna o saletrę: Peru pokonało chilijską flotę w bitwie pod Iquique.
- 26 maja – podpisano afgańsko-brytyjski traktat pokojowy w Gandamak.
- 13 czerwca – francuski astronom Alphonse Borrelly odkrył planetoidę (198) Ampella.
- 1 lipca – ukazało się pierwsze wydanie Strażnicy Syjońskiej (obecnie znana jako Strażnica Zwiastująca Królestwo Jehowy), wydawnictwo Świadków Jehowy.
- 4 lipca – zwycięstwo Brytyjczyków nad Zulusami w bitwie pod Ulundi.
- 17 lipca – Todor Burmow został pierwszym premierem Bułgarii.
- 4 sierpnia – papież Leon XIII opublikował encyklikę Aeterni Patris.
- 5 sierpnia – we Francji wprowadzono Gabaryt Freycineta – standard dotyczący wymiarów śluz na śródlądowych drogach wodnych oraz maksymalnych gabarytów statków mogących z nich korzystać.
- 21 sierpnia – objawienie Matki Boskiej w irlandzkim Knock.
- 27 sierpnia – powstała Narodna Wola, rosyjska organizacja rewolucyjna.
- 5 września – Claude Monet namalował portret Camille na łożu śmierci, przedstawiający jego umierającą na raka żonę.
- 20 września – założono najstarszy na wyspie Irlandia klub piłkarski Cliftonville Belfast.
- 6 października – II wojna brytyjsko-afgańska: Brytyjczycy odnieśli zwycięstwo w bitwie pod Czahar Asiab, co otworzyło im drogę do zdobycia Kabulu.
- 7 października – Niemcy i Austro-Węgry zawarły Dwuprzymierze.
- 8 października – wojna o saletrę: flota chilijska pokonała peruwiańską w bitwie pod Angamos.
- 13 października – austriacki astronom Johann Palisa odkrył planetoidę Martha.
- 21 października – w Menlo Park w stanie New Jersey zespół badawczy pod kierownictwem Thomasa Edisona skonstruował pierwszą w pełni użyteczną żarówkę z grafitowym żarnikiem, świecącą przez kilkadziesiąt godzin.
- 2 listopada – wojna o saletrę: siły chilijskie ostrzelały i przeprowadziły udany desant na peruwiański port Pisagua.
- 4 listopada – James Jacob Ritty opatentował kasę automatyczną.
- 27 listopada – wojna o saletrę: zwycięstwo wojsk peruwiańskich nad chilijskimi w bitwie pod Tarapacá.
- 29 listopada – król Hiszpanii Alfons XII ożenił się po raz drugi, z arcyksiężniczką austriacką Marią Krystyną.
- 15 grudnia – II wojna brytyjsko-afgańska: rozpoczęła się bitwa pod Kabulem.
- 28 grudnia:
  - Charles de Freycinet został premierem Francji.
  - w Szkocji 75 osób zginęło w wyniku runięcia mostu kolejowego nad rzeką Tay pod jadącym po nim pociągiem osobowym.
- 31 grudnia – Thomas Alva Edison zaprezentował publicznie oświetlenie elektryczne.

- W Davos powstał pierwszy tor saneczkowy.

## Urodzili się
- 1 stycznia:
  - Mieczysława Ćwiklińska, polska aktorka (zm. 1972)
  - Edward Morgan Forster, angielski prozaik i krytyk literacki (zm. 1970)
  - William Fox, amerykański producent filmowy (zm. 1952)
  - Ernest Jones, walijski psychoanalityk (zm. 1958)
  - Adomas Varnas, litewski malarz, grafik, fotograf (zm. 1979)
- 2 stycznia:
  - Rudolf Bauer, węgierski lekkoatleta, dyskobol (zm. 1932)
  - Zygmunt Hübner, polski prawnik, polityk, minister spraw wewnętrznych (zm. 1966)
- 3 stycznia:
  - Grace Coolidge, amerykańska pierwsza dama (zm. 1957)
  - Steponas Kairys, litewski polityk (zm. 1964)
- 4 stycznia – Piet Dickentman, holenderski kolarz torowy (zm. 1950)
- 5 stycznia – Hans Eppinger, austriacki lekarz (zm. 1946)
- 14 stycznia – Eduard Essen, radziecki polityk (zm. 1931)
- 15 stycznia – Mazo de la Roche, kanadyjska pisarka (zm. 1961)
- 18 stycznia – Henri Giraud, francuski generał, dowódca sił francuskich w operacji „Torch” w Afryce w czasie II wojny światowej (zm. 1949)
- 19 stycznia – Simeon Radew (bułg. Симеон Трайчев Радев), bułgarski dyplomata, pisarz, dziennikarz (zm. 1967)
- 21 stycznia – Pierre Gauthier, francuski żeglarz, medalista olimpijski (zm. ?)
- 22 stycznia – Joseph Wittig, niemiecki profesor teologii, filozof i pisarz (zm. 1949)
- 11 lutego – Nils Persson, szwedzki żeglarz, medalista olimpijski (zm. 1941)
- 14 lutego – Kajetan Catanoso, włoski duchowny katolicki, założyciel Zgromadzenia Córek św. Weroniki, Misjonarek Świętego Oblicza, święty katolicki (zm. 1963)
- 16 lutego – Amelia Rotter-Jarnińska, polska aktorka (zm. 1942)
- 21 lutego – Walter Drake, nowozelandzki rugbysta (zm. 1941)
- 27 lutego – Józef Montwiłł-Mirecki, socjalista, bojownik PPS (zm. 1908)
- 9 marca – Agnes Miegel, niemiecka poetka i dziennikarka (zm. 1964)
- 14 marca – Albert Einstein, niemieckojęzyczny fizyk pochodzenia żydowskiego, laureat Nagrody Nobla w dziedzinie fizyki (zm. 1955)
- 22 marca – Alexandre Cingria, szwajcarski artysta plastyk i publicysta (zm. 1945)
- 29 marca – Waldemar Otte, niemiecki duchowny i teolog katolicki, polityk (zm. 1940)
- 30 marca – Bernhard Schmidt, niemiecki optyk i astronom pochodzenia estońskiego (zm. 1935)
- 1 kwietnia – Antoni Maria Emilian Hoborski, polski matematyk, przedstawiciel krakowskiej szkoły matematycznej, pierwszy rektor Akademii Górniczo-Hutniczej (zm. 1940)
- 3 kwietnia – Gebhard Utinger, szwajcarski architekt, malarz, grafik, rzeźbiarz (zm. 1960)
- 5 kwietnia – Daria Andiarena Sagaseta, hiszpańska zakonnica, męczennica, błogosławiona katolicka (zm. 1936)
- 12 kwietnia – Konstanty Michalski, polski duchowny katolicki, filozof, historyk filozofii (zm. 1947)
- 13 kwietnia – Johan Petter Åhlén, szwedzki przedsiębiorca i curler (zm. 1939)
- 14 kwietnia:
  - James Branch Cabell, amerykański pisarz (zm. 1958)
  - Rita von Gaudecker, niemiecka pisarka (zm. 1968)
  - Walerian Górski, polski działacz ludowy, polityk, poseł na Sejm Ustawodawczy (zm. 1939)
- 15 kwietnia – Zygmunt Słomiński, polski polityk, prezydent Warszawy (zm. 1943)
- 22 kwietnia – Przemysław Podgórski, polski działacz niepodległościowy, inżynier (zm. 1953)
- 23 kwietnia – Joachim Ferrer Adell, hiszpański kapucyn, błogosławiony katolicki (zm. 1936)
- 24 kwietnia – André Roosevelt, francuski rugbysta, przedsiębiorca hotelowy, producent filmowy (zm. 1962)
- 26 kwietnia – Owen Willans Richardson, angielski fizyk (zm. 1959)
- 2 maja:
  - James Francis Byrnes, amerykański polityk, senator ze stanu Karolina Południowa (zm. 1972)
  - Helena Radlińska, polska humanistka, pedagog (zm. 1954)
- 3 maja – Alice Masaryková, czechosłowacka pierwsza dama, działaczka społeczna (zm. 1966)
- 6 maja – Bedřich Hrozný, czeski orientalista, lingwista, wykładowca akademicki (zm. 1952)
- 7 maja – Ben Warren, angielski piłkarz (zm. 1917)
- 9 maja – Wacław Dąbrowski, polski mikrobiolog (zm. 1962)
- 22 maja – Symon Petlura (ukr. Си́мон Васи́льович Петлю́ра), ukraiński polityk i ataman (zm. 1926)
- 28 maja – Milutin Milanković (cyr. Милутин Миланковић), serbski matematyk, geofizyk i astrofizyk oraz pisarz (zm. 1958)
- 6 czerwca – Władysław Jarocki, polski malarz (zm. 1965)
- 21 czerwca:
  - Leslie Holdsworthy Allen, australijski poeta (zm. 1964)
  - Auckland Geddes, brytyjski polityk, dyplomata (zm. 1954)
  - Jan Pryziński, polski pułkownik dyplomowany kawalerii (zm. 1959)
  - Ludwik Szperl, polski chemik, nauczyciel akademicki (zm. 1944)
- 23 czerwca – Huda Szarawi, egipska działaczka niepodległościowa, polityczna i społeczna (zm. 1947)
- 5 lipca:
  - Volkmar Andreae, szwajcarski kompozytor (zm. 1962)
  - Ludwik Abramowicz-Niepokójczycki, polsko-litewski aktywista (krajowcy), redaktor, historyk drukarstwa (zm. 1939)
  - Wanda Landowska, polska klawesynistka, pianistka, kompozytorka (zm. 1959)
- 18 lipca:
  - Erik Severin, szwedzki curler (zm. 1942)
  - Karol Wojtyła senior, polski wojskowy (zm. 1941)
- 24 lipca – Helena Schrammówna, polska malarka, badaczka sztuki ludowej (zm. 1942)
- 26 lipca – Anna Paradowska-Szelągowska, polska działaczka społeczna (zm. 1962)
- 27 lipca – Stanisław Ligoń, polski pisarz, malarz, ilustrator, radiowiec, dyrektor katowickiej rozgłośni Polskiego Radia (zm. 1954)
- 5 sierpnia – Vladimir Aïtoff, francuski lekarz i rugbysta, medalista olimpijski (zm. 1963)
- 8 sierpnia:
  - Hisaichi Terauchi (寺内 寿一), japoński marszałek polny (zm. 1946)
  - Emiliano Zapata, meksykański anarchista i rewolucjonista (zm. 1919)
- 11 sierpnia – Józef Maria Ferrándiz Hernández, hiszpański duchowny katolicki, męczennik, błogosławiony (zm. 1936)
- 13 sierpnia – Aleksandr Rodzianko, rosyjski generał, pisarz emigracyjny (zm. 1970)
- 20 sierpnia – Władysław Pluciński, pułkownik piechoty Wojska Polskiego (zm. 1954)
- 24 sierpnia – Georg Westling, fiński żeglarz, medalista olimpijski (zm. 1930)
- 28 sierpnia – Lucjan Kaulek, francuski inżynier, który przyczynił się do uznania przez Francję w 1918 rządu niepodległej Polski (zm. 1941)
- 30 sierpnia – Heinrich Steinitz, austriacki adwokat, pisarz i działacz socjalistyczny (zm. 1942)
- 31 sierpnia – Alma Mahler-Werfel, austriacka skandalistka, znana z wielu romansów (zm. 1964)
- 2 września – Isidro Ayora, ekwadorski lekarz, polityk, prezydent Ekwadoru (zm. 1978)
- 9 września – Mikołaj Kiedacz, polski prawnik, polityk, prezydent Poznania (zm. 1939)
- 13 września – Annie Kenney, brytyjska sufrażystka (zm. 1953)
- 14 września – Andreas Brecke, norweski żeglarz, medalista olimpijski (zm. 1952)
- 19 września – Narcyz Turchan, polski franciszkanin, męczennik, błogosławiony (zm. 1942)
- 28 września – Benjamin Christensen duński reżyser, aktor i scenarzysta (zm. 1959)
- 29 września – Nils Bertelsen, norweski żeglarz, medalista olimpijski (zm. 1958)
- 4 października – Helena Rzeszotarska, polska nauczycielka i pedagog (zm. 1976)
- 8 października – Chen Duxiu (chin. upr. 陈独秀), chiński polityk, pierwszy przywódca Komunistycznej Partii Chin (zm. 1942)
- 9 października – Max von Laue, niemiecki fizyk, prekursor analizy rentgenowskiej, laureat Nagrody Nobla (zm. 1960)
- 11 października – Wacław Wojewódzki, polski inżynier, prezydent Łodzi (zm. 1939)
- 12 października – Maria Marta (Kazimiera Wołowska), polska niepokalanka, męczennica, błogosławiona katolicka (zm. 1942)
- 13 października – Karl Jenne, niemiecki taternik (zm. 1911)
- 14 października – Miles Franklin, australijska pisarka i feministka (zm. 1954)
- 15 października – Amelia Hertzówna, polska historyk kultury, dramatopisarka (zm. 1942)
- 17 października – Kurt Mayer, niemiecki ślusarz, działacz związkowy, polityk, senator I kadencji Senatu RP, poseł na Sejm Śląski I kadencji (zm. 1958)[1]
- 18 października – Grzegorz Fitelberg, polski dyrygent, kompozytor i skrzypek (zm. 1953)
- 2 listopada – Walery Sławek, polski polityk, trzykrotny premier RP (zm. 1939)
- 4 listopada – Leonid Fiodorow, pierwszy egzarcha Kościoła katolickiego obrządku bizantyjsko-rosyjskiego, błogosławiony katolicki (zm. 1935)
- 6 listopada:
  - Henryk Kuna, polski rzeźbiarz pochodzenia żydowskiego (zm. 1945)
  - Stanisław Szober, polski językoznawca, leksykograf, pedagog (zm. 1938)
- 7 listopada – Lew Trocki (ros. Лев Давидович Троцкий), rosyjski rewolucjonista, polityk, ludowy komisarz spraw zagranicznych pochodzenia żydowskiego (zm. 1940)
- 11 listopada – Reinhard Machold, austriacki polityk i samorządowiec (zm. 1961)
- 13 listopada – Alicja Simon, polska muzykolog, profesor (zm. 1958)
- 24 listopada:
  - Izaak Grünbaum, polski i izraelski polityk (zm. 1970)
  - Michał Kamieński, polski astronom (zm. 1973)
- 27 listopada:
  - Gil Andersen, norwesko-amerykański kierowca wyścigowy (zm. 1935)
  - Hryćko Czuprynka, ukraiński poeta (zm. 1919 lub 1921)
  - Valter Jung, fiński architekt pochodzenia niemieckiego (zm. 1946)
  - Adam Tadeusz Wieniawski, polski kompozytor, pedagog (zm. 1950)
- 3 grudnia – Hugo Henry Riemer, amerykański działacz religijny, członek Ciała Kierowniczego Świadków Jehowy (zm. 1965)
- 12 grudnia – Laura Hope Crews, amerykańska aktorka (zm. 1942)
- 18 grudnia – Paul Klee, szwajcarsko-niemiecki malarz (zm. 1940)
- 19 grudnia:
  - Tomasz Kowalczyk, polski działacz społeczny, gospodarczy i narodowy, publicysta (zm. 1963)
  - Beals Wright, amerykański tenisista (zm. 1961)
- 20 grudnia – Irena Kosmowska, polska działaczka niepodległościowa, ludowa i oświatowa, polityk, poseł na Sejm RP (zm. 1945)
- 24 grudnia – Aleksandra meklemburska, królowa Danii (zm. 1952)
- 29 grudnia:
  - Giovanni DeCecca, działacz religijny, członek zarządu Towarzystwa Strażnica Świadków Jehowy (zm. 1965)
  - Ellen Gleditsch, norweska chemiczka (zm. 1968)
- 30 grudnia – Ramana Maharishi (tamilski இரமண மகரிஷி), święty hinduizmu, mistrz duchowy (zm. 1950)
- 31 grudnia – Vilhelm Vett, duński żeglarz, medalista olimpijski (zm. 1962)

## Zmarli
- 26 stycznia – Julia Margaret Cameron, angielska fotografka (ur. 1815)
- 10 lutego:
  - Honoré Daumier, francuski malarz, grafik, rysownik i rzeźbiarz (ur. 1808)
  - Paul Gervais, francuski zoolog i paleontolog (ur. 1816)
- 27 marca – Dezydery Chłapowski, polski generał powstania listopadowego, działacz gospodarczy, prekursor pracy organicznej (ur. 1788)
- 12 kwietnia – August von Fligely, austriacki generał porucznik, geograf i kartograf (ur. 1810)
- 16 kwietnia – Bernadeta Soubirous, francuska zakonnica, świadek objawień w Lourdes, święta katolicka (ur. 1844)
- 7 maja – Charles de Coster, belgijski pisarz (ur. 1827)
- 9 maja – Maria Teresa od Jezusa, niemiecka zakonnica, błogosławiona katolicka (ur. 1797)
- 1 czerwca – Napoleon IV Bonaparte, pretendent do tronu cesarskiego Francji (ur. 1856)
- 27 czerwca – Małgorzata Bays, szwajcarska tercjarka franciszkańska, stygmatyczka, błogosławiona katolicka (ur. 1815)
- 2 sierpnia – Kazimierz Władysław Wóycicki, polski literat i wydawca, historyk Warszawy (ur. 1807)
- 11 sierpnia – Alojzy Biraghi, włoski duchowny katolicki, błogosławiony (ur. 1801)
- 7 września – Adolf Harless, niemiecki teolog luterański (ur. 1806)
- 2 października – Antoni Chevrier, francuski duchowny katolicki, błogosławiony (ur. 1826)
- 18 października – Carl Hartwig, kupiec, spedytor (ur. 1832)
- 2 listopada – Jakob Heine, niemiecki lekarz, znany ze swych badań nad chorobą polio (ur. 1800)
- 5 listopada – James Clerk Maxwell, fizyk szkocki (ur. 1831)
- 8 listopada – Jan Baranowski, polski astronom, przyrodnik (ur. 1800)

- data dzienna nieznana: 
  - Ján Ruman Driečny (młodszy), słowacki myśliwy i przewodnik tatrzański (ur. ok. 1840)

## Święta ruchome
- Tłusty czwartek: 20 lutego
- Ostatki: 25 lutego
- Popielec: 26 lutego
- Niedziela Palmowa: 6 kwietnia
- Wielki Czwartek: 10 kwietnia
- Wielki Piątek: 11 kwietnia
- Wielka Sobota: 12 kwietnia
- Wielkanoc: 13 kwietnia
- Poniedziałek Wielkanocny: 14 kwietnia
- Wniebowstąpienie Pańskie: 22 maja
- Zesłanie Ducha Świętego: 1 czerwca
- Boże Ciało: 12 czerwca